# Ford Courier Delivery
Ford Courier Delivery – samochód dostawczo-osobowy klasy wyższej produkowany pod amerykańską marką Ford w latach 1952 – 1960.

## Historia i opis modelu

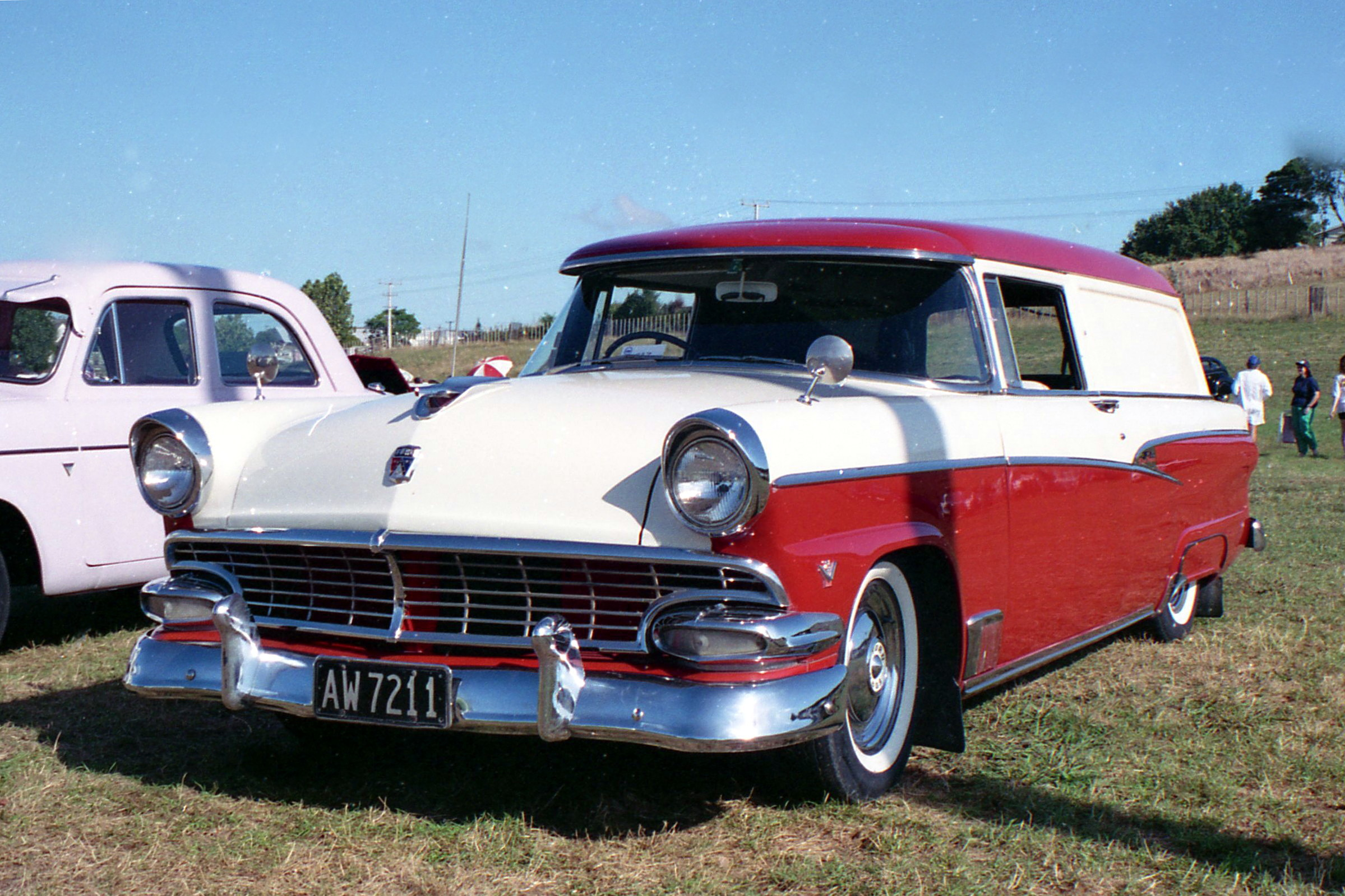
Ford Courier Delivery po liftingu

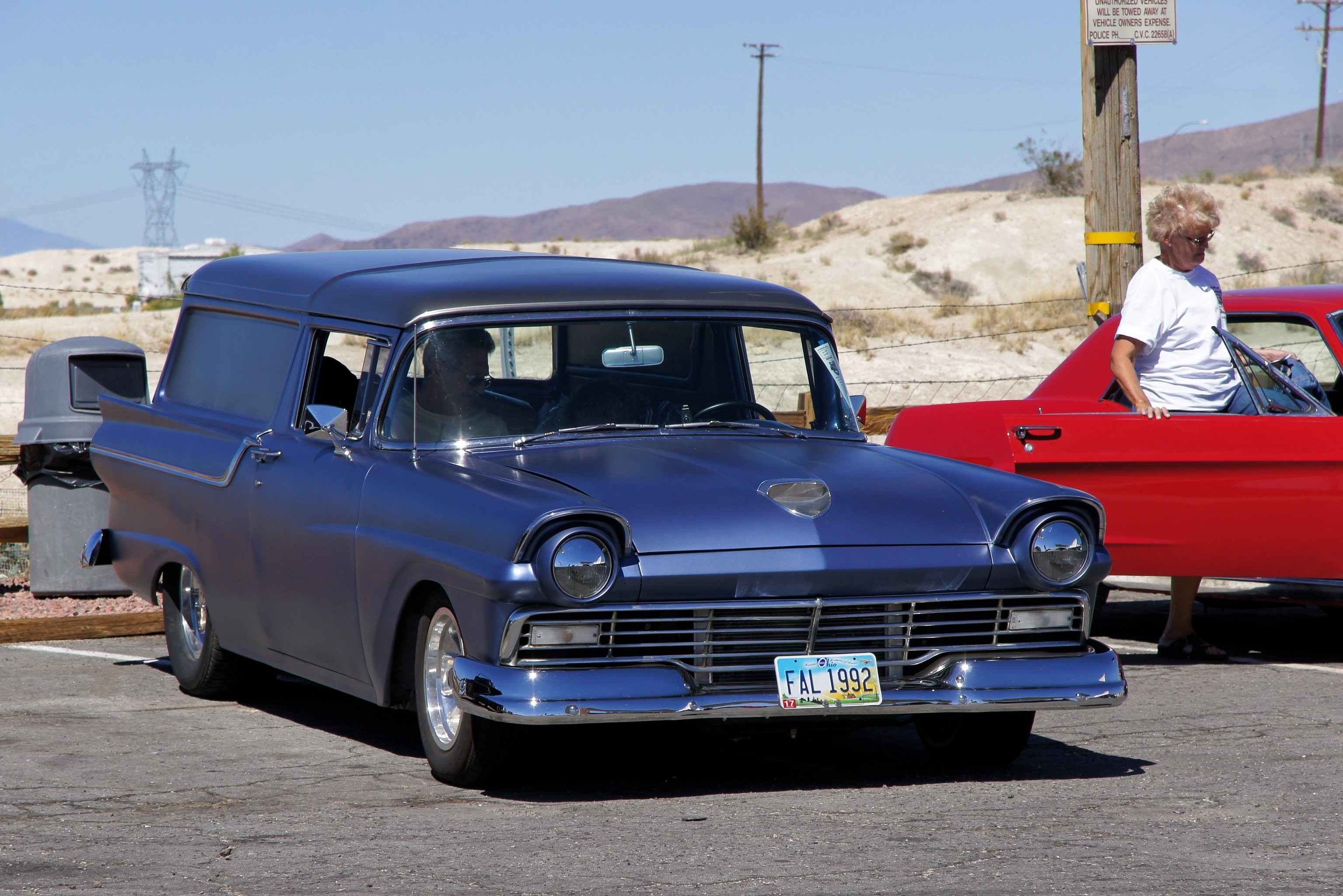
Ford Courier Delivery po drugim liftingu

W 1952 roku Ford uzupełnił swoją północnoamerykańską ofertę o dostawczo-osobowy oparty na kombi Ranch Wagon. Samochód odróżniał się wygospodarowaniem przedziału transportowego za pierwszym rzędem siedzeń, który nie był przeszklony, a zamiast tego pokryty blachą w kolorze nadwozia.

### Restylizacje
W ciągu trwającej 8 lat produkcji Forda Courier Delivery, samochód przeszedł dwie duże restylizacje. W ich ramach zmienił się głównie wygląd pasa przedniego, w 1956 roku upodabniając się do luksusowego modelu Del Rio.

### Silnik
- V8 2.8l Flathead